# Buluca, Yapraklı
Buluca là một xã thuộc huyện Yapraklı, tỉnh Çankırı, Thổ Nhĩ Kỳ. Dân số thời điểm năm 2010 là 67 người.